# Eugeniusz Koszutski
Eugeniusz Koszutski (ur. 26 grudnia 1881 w Warszawie, zm. 22 sierpnia 1946 w Łodzi) – polski tancerz, baletmistrz i choreograf, aktor i reżyser teatralny.

## Życiorys
Około 1895 roku ukończył szkołę baletową w Warszawie i został zaangażowany do zespołu baletowego Warszawskich Teatrów Rządowych, gdzie w 1901 roku został mianowany koryfejem. Od 1902 roku był członkiem zespołu Juliana Myszkowskiego, grając m.in. w Lublinie. W 1905 roku występował w Kijowie, a w kolejnych latach związany był z teatrami lwowskimi, grywając także w Krakowie.
Po odzyskaniu niepodległości przez Polskę, w latach 1918–1922 przebywał w Krakowie, gdzie występował w tamtejszym Teatrze Powszechnym oraz w operetce. Następnie przeniósł się do Warszawy, gdzie występował jako tancerz oraz zajmował się choreografią i reżyserią. Współpracował z operetką oraz stołecznymi teatrami rewiowymi: Qui Pro Quo (1924), Perskie Oko (1925–1926), Teatr Nowości (1927–1928), Uśmiech Warszawy (1930), Ananas (1931–1932), Banda (1932–1933), Cyganeria (1933), Cyrulik Warszawski (1936) oraz Buffo (1939). Ponadto był związany z zespołami Teatrów: Polskiego, Małego (1993–1933), Narodowego (1934) oraz Letniego (1936, 1938). Występował także w lwowskim teatrze Gong (1929). Prowadził również własny zespół baletowy, zwany Koszutsky Girls, który często występował w filmach. Sam był autorem choreografii do filmów: Straszny dwór (1936), Ada! To nie wypada! (1936), Dodek na froncie (1936), Halka (1937) oraz Szczęśliwa trzynastka (1938).
Podczas II wojny światowej pracował jako kelner w kawiarni Na Antresoli w Warszawie. Po wojnie reżyserował oraz grywał epizodyczne role w Teatrze Syrena w Łodzi.
Był dwukrotnie żonaty: po raz pierwszy z aktorką Pauliną Koszutską (ślub ok. 1900), natomiast po raz drugi ze Stanisławą Podkowicz.

## Filmografia
- Rywale (1925)
- Dziesięciu z Pawiaka (1931)
- Sto metrów miłości (1932)
- Zabawka (1933) - gość na przyjęciu imieninowym Łatoszyńskiego
- Romeo i Julcia (1933) - 2 role: fotograf oraz gość na przyjęciu u Koziegłowiczów
- Każdemu wolno kochać (1933) - gość na przyjęciu u Sagankiewiczów
- Dwanaście krzeseł (1933) - Repecki, mieszkaniec kamienicy
- Pieśniarz Warszawy (1934) - choreograf w teatrze
- Młody las (1934) - nauczyciel tańca w żeńskim gimnazjum
- Co mój mąż robi w nocy… (1934) - robotnik
- Wacuś (1935) - Antoni, portier w lombardzie
- Manewry miłosne (1935) - gość w karczmie
- ABC miłości (1935) - dentysta
- Róża (film 1936) (1936) - wodzirej na balu
- Papa się żeni (1936) - inspicjent w teatrze "Olimpia"
- Pan Twardowski (1936) - chłop w majątku Twardowskiego
- Mały marynarz (1936)
- Jadzia (1936) - klient w sklepie Malicza
- Dodek na froncie (1936) - żołnierz rosyjski
- Bohaterowie Sybiru (1936) - żołnierz Gienek
- Ada! To nie wypada! (1936) - Tomasz, lokaj Dziewanowskiego
- 30 karatów szczęścia (1936) - pogromca
- Znachor (1937) - wodzirej na balu
- Piętro wyżej (1937) - wodzirej na balu maskowym
- Pan redaktor szaleje (1937)
- Trzy serca (1939) - gość na weselu Kasi i Goga
- Czarne diamenty (1939) - górnik na zabawie
- Biały Murzyn (1939) - gość na balu u Lipskich